# Beni Madonna
Hybride
Parent  A  de l'hybridation 
   ''Nanko''  
×

Parent  B  de l'hybridation 
  'Amakusa' 
Classification phylogénétique
Beni Madonna est un agrume obtenu par la Station expérimentale d'arbres fruitiers de la préfecture d'Ehime en 1990. C'est un fruit précoce vendu en décembre en Asie de l'est, doux, à peau très fine, à texture agréable et avec une belle couleur tendant vers le rouge. Il est représentatif des nouvelles générations de tangor de haute qualité sélectionnées par les obtenteurs japonais, sa culture se développe à grande échelle en Chine. Il est un des premiers de la tendance fruits sucrés, très peu acides à texture gélatineuse qui prospère depuis lors.

## Dénomination
En japonais 紅 (べに) まどんな (beni madon'na). Beni signifie rouge (Kurenai = rouge foncé): la madone rouge, allusion au vêtement rouge de la madone et à la nativité, période de commercialisation du fruit, il y avait de longue date des catholiques à Matsuyama. En chinois 红美人 (hóng měirén) Rouge Beauté (il est emballé dans des papiers rouges en Chine, couleur du Noel chinois). En coréen 황금향  (hwang-geumhyang) Parfum d'or.
La variété a été enregistrée sous la référence Test de fruits Ehime no 28 le 23 mars 2005 et 17 juillet 2009 la Fédération Nationale des Coopératives Agricoles a déposé la marque Beni Madonna. ‘Ehime Kashi no 28′ se rencontre comme nom de cultivar. Au Japon, les autres noms de marques sont Hime Madonna (Noma Orchard), Ehime Madonna, Takuma Don, Hime Maruko, Ai Madonna et Seto no Madonna.
Ce tangor (hybride de C. reticulata et C. sinensis) est nommé (C. x unshiu Marc. var. nankou × C. x unshiu Marc. var. amakusa). Les géniteurs étant:
- Nankou 南香 (Minami Kaori) originaire de Kuchinotsu, Nagasaki, hybride de 'Miho-wase' (C. unshiu Marc.) x 'Clementine' (C. celementina hort. ex Tanaka), obtenu en 1970 enregistré  'Kuchinotsu no 5' en 1981 et 'Mikan Norin no 5' en 1987, ce fruit a sa maturité en décembre[5].
- Amakusa 天草 (Tengusa) qui est un tangor[6] (('Kiyomi' x 'Okitsu') x C. sinensis 'Page') mis en circulation en 1993, le fruit de 210 g est récolté en décembre/janvier (asperme)[7].

## Histoire
En 1990, l'hybridation de Nanko et Amakusa donne parmi les résultats 'Ehime no 28', il donnera ses premiers fruits en 1995, et les essais de culture conduisent à sa sélection comme variété prometteuse en 2002. A cette époque le marché du Iyokan est déclinant, il avait atteint son sommet en 1992. On lui cherche à Ehime des successeurs. La production va se développer essentiellement à Ehime (à Matsuyama, Iyo et Tobe), elle sera au total de 1 250 t en 2013, 3 300 t en 2018. En 2024 il est classé comme l'agrume le plus vendu.

Les normes de qualité vont contribuer au succès du fruit, celles fixées par JA Zennoh Ehime sont élevées: apparence, teneur en sucre et degré d'acidité, emballage, transport. La culture se fait sous tunnel, Les branches de chaque arbre sont tenues verticales par des fils attachés aux supports des tunnels de façon à bien éclairer la canopée, la lutte contre les insectes ravageurs de la peau des fruits est systématique.

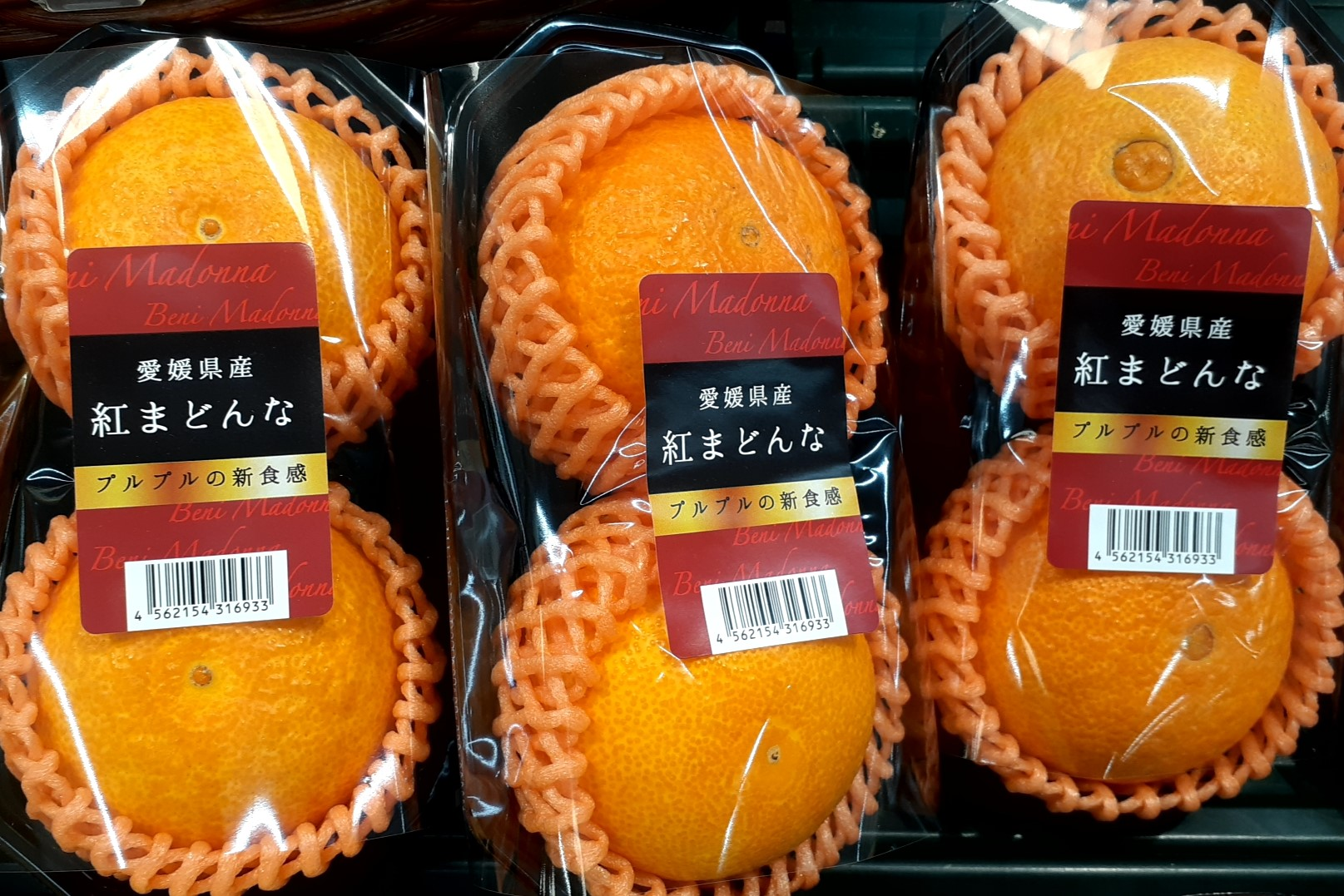
Beni Madonna

Selon la presse japonaise (2023) en 1998 (autrement dit bien avant l'enregistrement au Japon) le cultivar a été introduit en Chine où il est cultivé en plein champs à grande échelle dans le Sichuan. le Hubei, le Hunan et le Fujian à une altitude de 100 à 800 m avec des températures de 17 à 22 °C et > −5 °C.en hiver. En climat chaud plus récemment à Shanghai. Les sources chinoises donnent une introduction en 2002 depuis le Japon, une autre 2001. La Beauté rouge de Xiangshan produit à Ningbo est certifiée IGP et une marque déposée en 2021. En 2020, le comté de Xiangshan produit 18 000 t. Le NARO (Ministère de l'agriculture japonais) a développé une reconnaissance ADN des éventuelles infractions à la protection juridique locale mais en l'absence de contrats de licence le droit interne est une protection illusoire.

## Caractéristiques

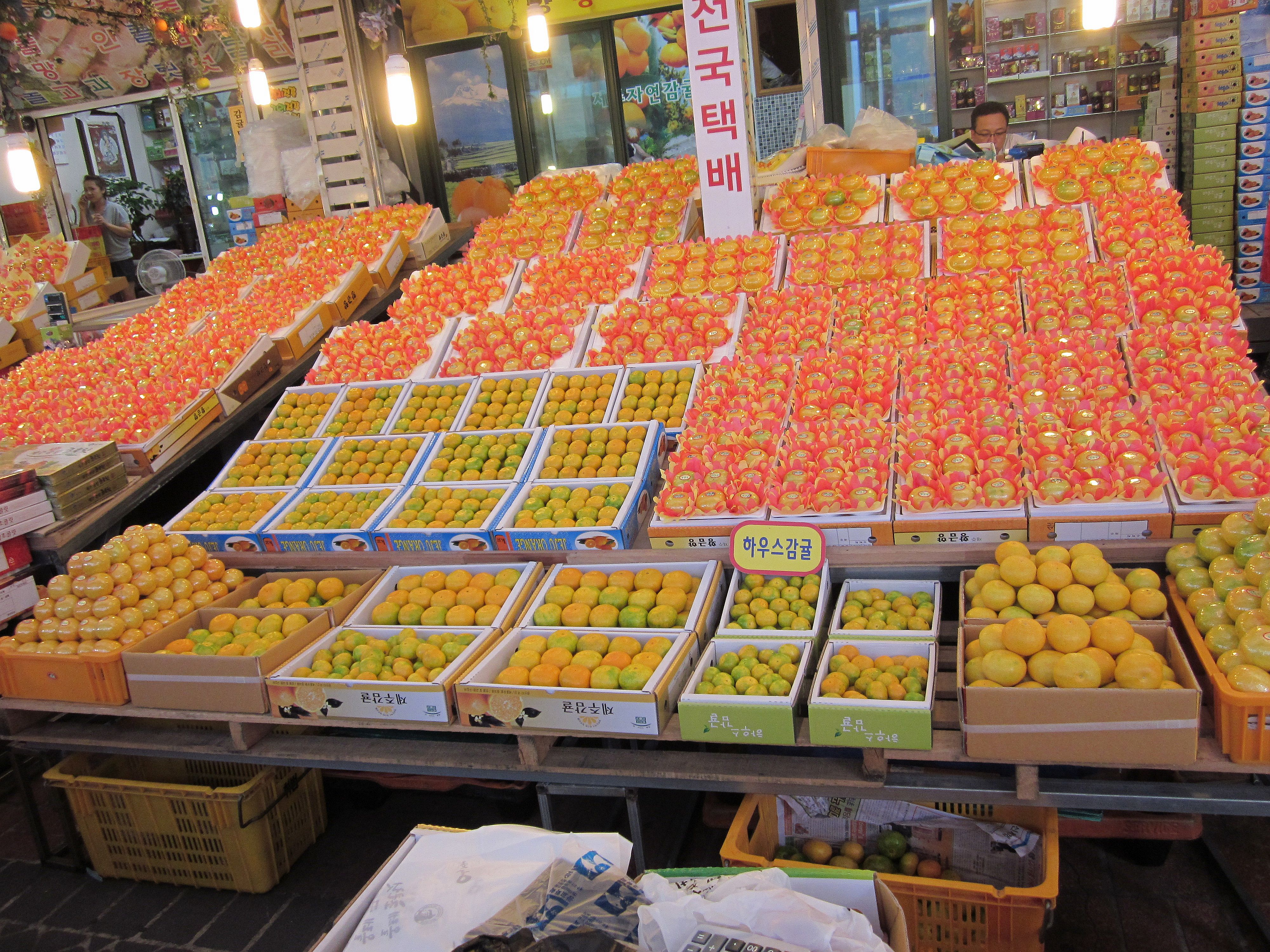
A droite à mi hauteur le Parfum doré de Jegu dans un emballage luxueux, interprétation coréenne du Beni Madona.

Li Jun Zhou et al. attribuent la haute valeur économique récente de Beni Madonna « à sa belle apparence, son goût doux, à sa grande saveur et de sa maturité précoce ». La peau du fruit est très fine comme Setoka, la pulpe douce et juteuse à la texture gélatineuse localement très appréciée, on parle de 樹になるゼリー (Ki ni naru zerī) l'agrume qui donne de la gelée (zerī). Le gout est peu acide, sucré. Sa singularité la plus marquée est la précocité. C'est le seul tangor de décembre, la pleine saison des tangors est février/mars.
Le niveau de sucre et la dégradation de l'acide citrique sont augmentés par l'éclaircissage des fruits. La conservation peut poser problème.

### Comment le manger?
La peau étant fine elle demande de l'attention pour le peler sans abimer la pulpe. Il est recommandé de découper le fruit non pelé en quartiers nommés くし形カット (kushi katachi katto) coupe en quartiers ou coupe en sourire. On sépare au 3/4 avec le couteau la peau des quartiers, la peau libre permet de prendre en main est de porter à la bouche. Pour manger Beni Madonna on parle de « couper et manger ».

### Stratégie de qualité

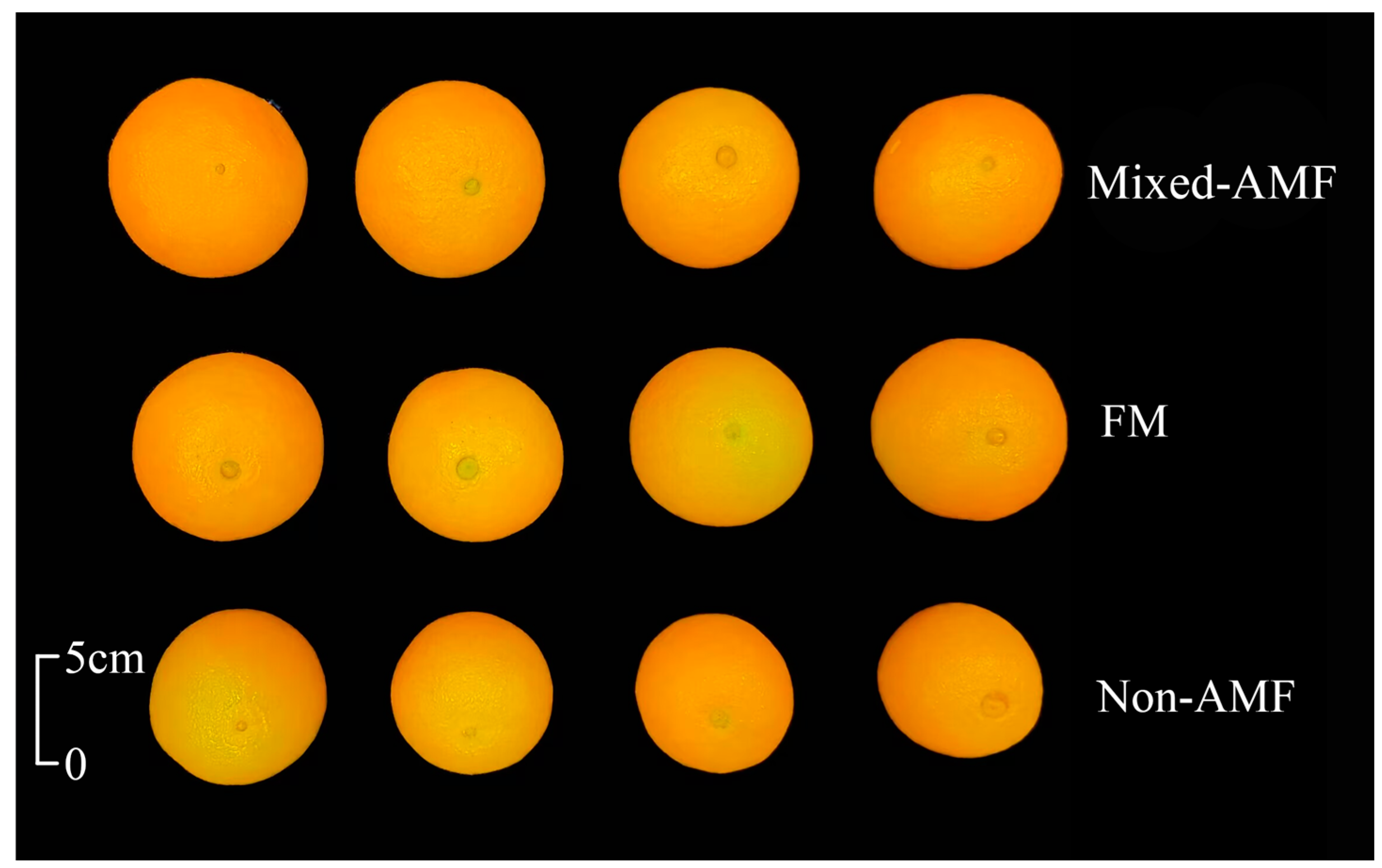
Amélioration de l'aspect des fruits de 'Beni-Madonna' (en haut) après inoculation des racines avec des champignons mycorhiziens à arbuscules (2023)

Au cours des 30 dernières années (1990-2020) la production d'agrume de grande consommation de Ehime a diminué de 40 % (tout comme la consommation par habitant du Japon), se substitue la production d'agrumes de haute qualité comme Beni Madonna et Kanpei qui augmente rapidement. Les exportations sont insignifiantes 107 t en 2021. L'aide publique et l'animation commerciale sont importantes les autorités de Ehime ont expliqué leur stratégie de donner une image de produit de luxe à leurs agrumes qui permet de les vendre à des prix élevés. Du 22 décembre au début janvier se tient la « Foire Beni Madonna de la préfecture d'Ehime ». L'université de Matsuyama publie sur les vertus anti-inflammatoire du fruit.
En Chine où la qualité est aussi privilégiée, des études ont été publiées sur les effets favorables de la mycorhization des racines sur la qualité du fruit (2023), sur l'influence de la météo sur la qualité. Cheng-kuan Wang et al. (2021) ont montré que la température diurne moyenne est un facteur clé de la saveur des Hongmeiren et qu'elle est renforcée lorsque l'amplitude jour/nuit grandit. Le poids du fruit et la teneur en solides solubles sont étroitement liés au pH du sol (qui influe sur l'assimilation du calcium, du magnésium et le bore) et à la teneur en calcium échangeable. Le rapport optimal feuille/fruit (80 feuilles par fruit) a été déterminé en culture sous serre. La pulvérisation d'hydrolysat de protéines tous les 20 jours limite la fertilisation minérale et augmente la qualité du fruit.
La teneur en flavonoïdes des Hongmeiren a été publiée en 2022, l'hespéridine, la naringine et la didymine (C28H34O14 fréquente chez les mandarines) sont dominants aux côtés de l'ériocitrine, narirutine, néohespéridine, rhoifoline, poncirine, naringénine, hespérétine, nobilétine et tangerétine. La teneur relative en narirutine et en vanilline est élevée.

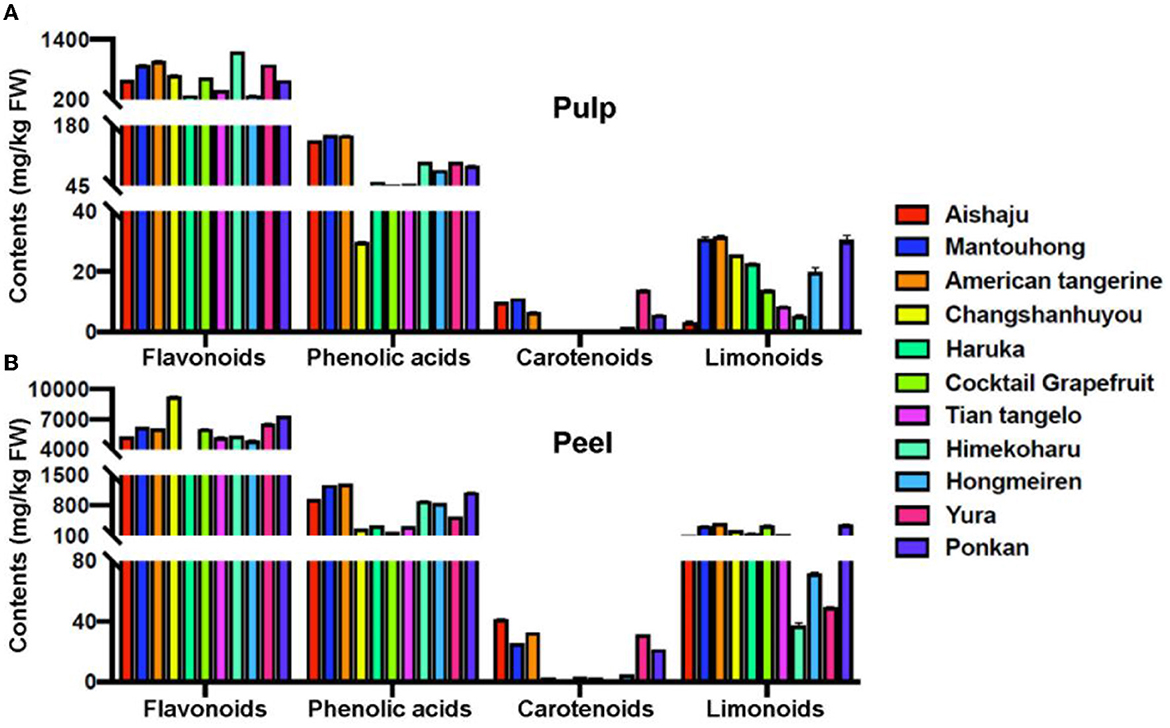
Métabolites secondaires chez différents agrumes, Hongmeiren (en bleu clair) est le Béni Madonna japonais. Les auteurs le regroupent avec Haruka, Tian tangelo, Himekoharu (x Ogonkan).

Les acides aminés aromatiques sont majoritaires chez Hongmeiren (et Harumi) et il se classe 3e sur 15 tangors de nouvelle génération pour la teneur globale en 17 types d'acides aminés libres (par ordre de classement Mihaya (ozomi Tsuno x (Kiyomi x Iyokan)) > Himekoharu (Kiyomi x ogonkan) > Hongmeiren (= Beni Madonna) > Tsunokagayaki > Benibae > Harumi > Haruka > Himeruby > Ehime No.31 > Kanpei > Setoka > Asumi > Tsunonozomi > Orri mandarin > Huangmeire).

### La descendance
La succession de Beni Madonna exploite ses caractéristiques principales: belle couleur, pulpe sucrée très peu acide et texture gélatineuse.
En Corée une activité intense d'obtention par hybridation de Beni madonna 황금향 (hwang-geumhyang) et de Kanpei 레드향 (ledeuhyang) 'Parfum rouge' a donné naissance à 3 cultivars sucrés mis en culture en 2024 :  맛나봉 (masnabong) 'Fruit délicieux' avec un niveau de sucre 13,6 °Brix, d'acidité 1,06 % et un poids de 240 g, 레드스타 (ledeuseuta) 'Etoile rouge' 12 °Brix, acidité 1 %, poids 220 g et 설향 (seolhyang) 'Parfum du nouvel an' 15,1 °Brix, une teneur en acide de 0,9 % et un poids de fruit de 210 g.
Au Japon à Ehime la même hybridation a donné en 2019 紅プリンセス (kurenai purinsesu) 'Beni Princesse' = Princesse rouge qui est un tangor tardif (mars/avril) à texture sucrée-gélatineuse dont la production est prévue en 2025. A Kumamoto l'hybride ゆうばれ (Yū bare) est un fruit orange vif très sucré 15 à 18 °Brix peu acide enregistré en 2019 sous le nom de 'Kumamoto EC12', il s'agit d'un hybride 'Harehime' x 'Asumi'. La note de lancement parle d'une mise en vente en décembre.

## Huile essentielle
Une analyse sur des fruits du Zhejiang (2021) donne 9 types de composants aromatiques dont le D-limonène dominant, le β-myrcène, le décaldéhyde, le linalol, l'α-pinène, le citronellal, et le γ-terpinène, et relativement peu de nonanal et de 4-terpénol. L'étude note une forte variabilité selon la provenance des échantillons.

### Les agrumes de haute qualité.
Liste des agrumes japonais de haute qualité
- Ehime no 38, Dekopon, Harumi (chinois 耙耙柑 bà bà gān), Kanpei, Harehime (Ehime)